# Lamballe-Armor
Lamballe-Armor – gmina we Francji, w regionie Bretania, w departamencie Côtes-d’Armor. W 2013 roku liczba ludności wynosiła 4915 mieszkańców. 
Gmina została utworzona 1 stycznia 2019 roku z połączenia dwóch ówczesnych gmin: Lamballe, Morieux oraz Planguenoual. Siedzibą gminy została miejscowość Lamballe. 